# Oncideres canidia
Oncideres canidia är en skalbaggsart som beskrevs av Dillon 1946. Oncideres canidia ingår i släktet Oncideres och familjen långhorningar. Inga underarter finns listade i Catalogue of Life.